# Kayla Itsines
Kayla Itsines (Adelaide, 1991. május 21. –) görög származású ausztrál személyi edző, szerző és vállalkozó. Fitness ebook sorozata a Bikini Body Guide címet kapta. Sweat With Kayla (Izzadj Kaylával - a ford.) nevű étrendendtervező és fitness alkalmazása 2016-ban nagyobb bevételt generált, mint bármely más applikáció ebben a kategóriában.
2016 márciusában a Time magazin Kaylát az internet 30 legbefolyásosabb embere közé sorolta. Megjegyzik, hogy a márka népszerűsítése érdekében sikeresen használta fel a közösségi médiát. 2016 októbere óta Itsines 8 millió követőt számolhat a Facebookon, valamint 5 milliót Instagramon. Facebook követői 7.7 millió alkalommal likeolták az általa feltett tartalmat.
2016 októberében Itsines és társa, Tobi Pearce felkerült a BRW "Young Rich" (Fiatal gazdagok - a ford.) listájára, melyen azok a leggazdagabb, 40 év alatti ausztrálok szerepelnek, akik nem örökölték vagyonukat. 2016-ban ezt a vagyont 46 millió dollárra becsülték. Itsines az egyik a mindössze két fő közül, akik az AFR 2017-es gazdagok listájáról görög családi gyökerekkel rendelkeznek.

### Gyermekkora és a kezdetek
Itsines kosárlabdára és egyéb sportokra vezeti vissza fitness iránti érdeklődését. Az edzőterem eleinte félelmet keltett benne és túlterhelte, mígnem egy személyi edző arra biztatta, hogy "csak kezdje el valahol". Ráébredt, milyen jó érzéssel tölti el az edzés, így letett eredeti elképzeléséről, hogy szépségterapeuta váljon belőle, és az Australian Fitness Institute-on 18 évesen mesteredzőként végzett. 2018 óta vagyonát 63 millió dollárra becsülik.

### Karrierje
A képesítés megszerzése után Itsines egy Adelaide-i női fitneszteremben talált munkát. Hamar rádöbbent, hogy az általa tartott, gépekre tervezett órák nem segítettek ügyfeleinek elég hatékonyan elérni a céljaikat, ezért egyik alkalommal kivonta a gépeket az edzésről, és helyette aerobic órát tartott. Rögtön tapasztalta, hogy a résztvevőknek mennyire tetszett a változás. Rájött, hogy a legtöbb nő leginkább a következő három eredményt várja az edzésektől: kisebb belső combok, laposabb has, valamint tónusosabb karok, anélkül, hogy túl izmossá, terjedelmesé válnának.
Húga barátait, akik edzettebbek szerettek volna lenni, hogy netballt játszhassanak gimnáziumi csapatukban, szintén elkezdte felkészíteni. Az edzések alkalmával a core izomcsoportra és a lábak erősítésére koncentráltak. Tanította őket táplálkozásról is, illetve megkérte őket, hogy készítesenek magukról előtte-utána fotókat, hogy így kövessék nyomon saját fejlődésüket. Itsines 12 éves unokahúga vetette fel, hogy a fotók rendezésére lehetne az Instagramot használni. Mindössze egy pár hónap elteltével Itsines többszázezer követőt szerzett magának, akik közül sokan rendszeresen kérték tanácsát és segítségét. Párja, Tobi Pearce javasolta, hogy ebookokba rendezve online árulhatná edzéstervét. 2013 márciusában megalapították a Bikini Body Training Company-t, melynek Itsines lett az igazgatója, Pearce pedig a vezérigazgató. A rákövetkező januárban megjelentették az első két Bikini Body Guide-ot, melynek első kötete Itsines edzésprogramját tartalmazza, a második pedig táplálkozási tanácsadásról szól, Julie Dundon és Anne Schneyder, a Nutrition Professionals Australia dietetikusaitól. Itsines ezeket később partnerprogramban is ajánlja. E két útmutatót októberre több, mint egymillióan töltötték le.
A BBG program 28 perces magasintenzitású edzésekből áll, melyeket heti háromszor kell elvégezni. A gyakorlatsorok egy 150 mozdulatsoros repertoárból állnak össze, melyeket különböző sportok és a testedzés egyéb fajtái ihlettek. Az étkezési tervek eleinte nem több, mint napi1200 kalóriát írtak elő, később azonban ezt frissítették 1600 majd 1800 kalóriabevitelre. Itsines megfogalmazása szerint a cél nem a fogyás és nem is az izmomnövelés, hanem elérni egy bizonyos megjelenést. A Daily Mail egyik újságírója szerint ez a kinézet úgy írható le, mint egy "rendkívül vékony és karcsú test, mely magas szintű fittséggel és erővel párosul anélkül, hogy túl izmos, terjedelmes lenne". A programot elsősorban nőknek szánták, mert Itsines úgy érzi, a nők egészség és fitness céljait érti igazán. Egy másik interjúban hozzátette, "Ezért adtam az alkalmazásomnak a Sweat With Kayla nevet."
2015-ben világkörüli turnéra, a "Kayla Itsines Bootcamp World Tour"-ra indult, melyen ingyenes csoportos fitnessórákat tartott. A turné Ausztrália főbb városait, emellett New York City-t, Los Angeles-t és Londont érintette.
2015 februárjában Itsines jogi lépéseket tett egy másik Adelaide-i személyi edző, Leanne Ratcliffe, és Ratcliffe párja, Harley Johnstone ellen, YouTube csatornáikra posztolt kommentjeik miatt. Ratcliffe, aki a "Freelee the Banana Girl" (Freelee a banánlány) álnév alatt publikált, azt állította, hogy a BBG étrend megkövetelte a felhasználóktól, hogy éheztessék magukat, míg Johnstone, aki "Durianrider"-ként jelentetett meg tartalmakat, azt állította, hogy Pearce szteroidokat használt. Itsines mindezt rágalmazásnak nevezte. Kiharcolta, hogy a videókat a jövőben ne lehessen közzétenni. Amikor a panaszt március 23-án a Dél-Ausztrál Legfelsőbb Bíróságon meghallgatták, Withers bíró az ügyet bírósági eljárásra irányította, ám a felek végül bíróságon kívül megegyeztek.
2015 áprilisában az Apple Watch hirdetése Itsines-sel mutatta be az óra pulzusmérő funkcióját.
A Sweat With Kayla alkalmazás 2015 novemberi megjelenése először negatív reakciókat váltott ki azokból a vásárlókból, akik már fizettek a BBG ebookokért. Az iTunes store felületén az első 137 vélemény közül 93 csak egy csillagot adott neki, költség- és használattal kapcsolatos problémákra hivatkozva. Itsines ezekre a kritikákra az alkalmazás árának 1 dollárra csökkentésével reagált, melyet az első hónapra minden, már meglevő BBG vásárlója megkapott.
Első könyvét nyomtatásban a Pan Macmillan adta ki 2016 novemberében "The Bikini Body 28-Day Eating and Lifestyle Guide" címmel (The Bikini Body – 28 napos egészséges étrend & életmód program). 2017 augusztusában bejelentette következő könyvének, a "The Bikini Body Motivation & Habits Guide" megjelenését, amely 2017 novemberétől megvásárolható.
Közösségi médiában való sikerét Itsines annak tulajdonítja, hogy sikerült követőire és fejlődésükre összpontosítania a sajátja helyett. Közösségi médiás stratégiája részeként a test változásaira irányítja a figyelmet, ezért ritkán posztol képet az arcáról. Egyéb kiadványokban való megjelenését illetően is óvatos, és visszautasít minden olyan fotózást, melyet imázsával összeegyeztethetetlennek ítél. Amikor saját értékeiről beszél, kiemeli, hogy soha nem támogatna semmit, amiben ő személyesen nem hisz, emellett nem pózolna provokatívan vagy szexualizálná magát. Nem posztolna olyan tanácsot sem, ami egyedül az ő saját életmódjára érvényes.
Munkatársai mellett néhány régi kliensét továbbra is személyesen edzi.

### Magánélet
Itsines két tanár, Anna és Jim Itsines lánya. Húga, Leah személyi edző és food stylist. Itsines családja görög származású, és ő görögként is azonosítja magát. Számos étkezéssel kapcsolatos választását görög neveltetésének tulajdonítja. Egy edzőteremben ismerte meg párját, Tobi Pearce-t, akivel 2012 óta élnek együtt és 2018 áprilisában el is jegyezték egymást. Itsines legalább 2012 óta egyáltalán nem iszik alkoholt. 2019 májusában kislánynak adott életet.

## Fordítás
- Ez a szócikk részben vagy egészben  a   Kayla Itsines című angol Wikipédia-szócikk ezen változatának fordításán alapul.  Az eredeti cikk szerkesztőit annak laptörténete sorolja fel. Ez a jelzés csupán a megfogalmazás eredetét és a szerzői jogokat jelzi, nem szolgál a cikkben szereplő információk forrásmegjelöléseként.